# 夾鼻器
夾鼻器是一種聲稱可以調高鼻樑的整型工具，做法是用一夾子夾在鼻樑，以其彈簧提供外力壓迫鼻樑，使其軟骨變形增高。但效果未有醫學證明，及可能有負面影響，例如軟骨畸形及呼吸困難。